# ホットケーキ
ホットケーキ（米: hotcake）とは、小麦粉に卵やベーキングパウダー、砂糖、牛乳、水などを混ぜ、フライパンで両面を焼いた料理。形状としては、円盤形ないし低い円柱形をなすことが多い。そして一般的にバターを乗せることが多い。

## 概説
英語圏では広く「パンケーキ（pancake）」と呼び、イギリス風では膨張剤を入れない薄めの、クレープに近いものを指すが、アメリカ風ではメープルシロップなどをかけた厚めのものを指し、これを「ホットケーキ（hotcake）」などと呼ぶ。パンケーキの名前はパン（ポルトガル語: pão）ではなく、平鍋（パン、フライパンなど）で簡単に焼いて作る製法に由来する。速成パン、膨化食品の一種。
英語圏ではアメリカ風のものをホットケーキと呼ぶ用例が1860年代には登場するが、日本プレミックス協会は「ホットケーキ」の名称は日本で作られたと説明している。日本では1884年文部省発行の『百科全書』では「パンケーキ」として紹介されていたが、1923年に百貨店の食堂で「ハットケーキ」の名称で提供され、1931年に日本初のプレミックス製品（ホットケーキミックス）の発売時に「ホットケーキの素」の商品名が使われた。この商品名は、日本で既に食品名として通用していた「パン」との混同を避けるため、また温かいうちに食べることを意識して命名されたと伝えられる。
また、日本国外ではお好み焼きもパンケーキの一種として認識されることがある（英語版Okonomiyakiページ参照）。

## 調理・食べ方

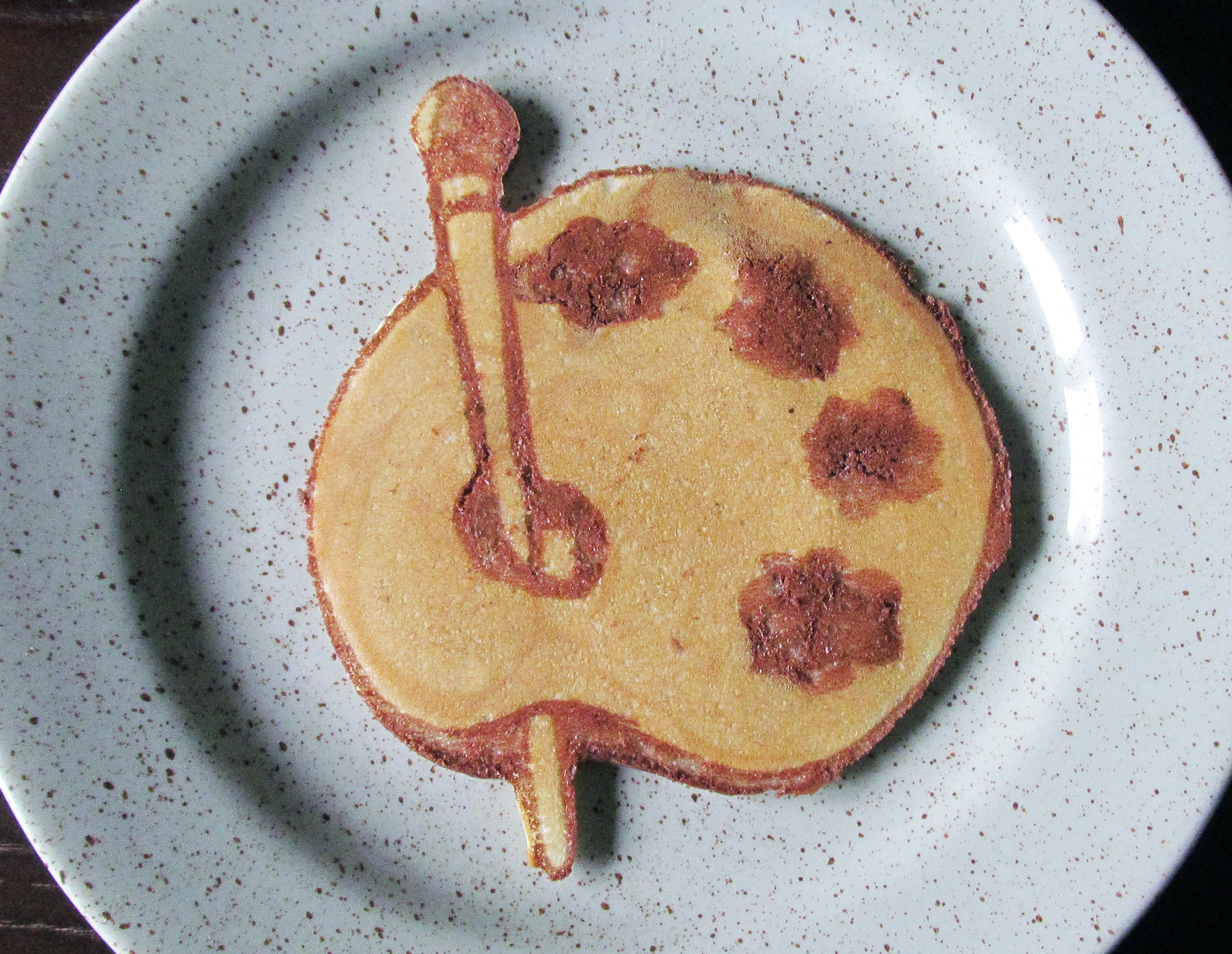
焼き色で図柄を表したパンケーキアートの一例

小麦粉に鶏卵、砂糖、牛乳または水、ベーキングパウダーを加えた生地を用いるのが基本で、日本では菓子のような甘めの配合が主流。塩やバターなどの油脂を加える例もある。
ホットケーキ用に小麦粉、砂糖、膨張剤などが配合された商品ホットケーキミックス、パンケーキミックスが、菓子メーカーや製粉会社から各種販売されている。基本的には、卵と適量の水または牛乳を入れ、混ぜることで、生地がすぐに出来上がる。このホットケーキミックスは、添加する材料や分量、調理手順を変更することで、生地の配合が類似するドーナツ、クレープ、スポンジケーキなどの材料として流用することも可能である。
生地にココア、チョコレート、果物や他の穀粉（小麦粉の全粒粉、蕎麦粉、はったい粉、オートミールなど）を混ぜて味や食感に変化をつけることもできる。バニラオイルを数滴加えることで香りがよくなる。
ホットケーキを焼く際には、生地の表面が先に焼けると内部に火が通りにくくなるため、生地を流し込む前に、加熱したフライパンを濡れ布巾の上に置いて少し冷ますのがコツとされる。また、ホットプレートで焼く場合は、設定温度を180度にして焼けばきれいにふんわり焼ける。
液状にした生地を模様のようにホットプレート上に流して先に焼くなどして、焦げや焼き色の違いで絵を描く楽しみ方もある。
焼き上げられたホットケーキは、冷凍食品としても出回っている。
バター・マーガリンやメープルシロップ、キャラメルソース、蜂蜜、ホイップクリーム、チョコレートソースなどをかけて食べることが多い。多くの国や地域ではソーセージ・ベーコン・豆類やスープとともに朝食とすることが多い。日本ではおやつとして供されることが多く、甘味喫茶などではアイスクリーム、チョコレートクリームや果物を乗せたメニューも一般的である。ファーストフードやファミリーレストランの朝食メニューとしても定着している。手軽に焼けるため、アウトドアでもおやつや主食として焼くことも多い。
フライパンやホットプレートで焼く代わりに炊飯器でホットケーキを「炊く」という方法もある。生地を入れて炊飯スイッチを入れるだけで簡単に出来上がる。ただし、量が多過ぎると火が通りきらず、中が生焼けになる。炊飯終了後に生地の中心に竹串などを刺し、串に生地が付着していれば生焼けになっている。もし、生焼けになった際にはもう一度炊くとよい。焼きあがったものはホットケーキよりはスポンジケーキに近い感じに仕上がるため、そのままケーキにすることも可能である。

## 歴史
粉と水、燃料、パンケーキを焼く金属製や石製の表面があれば簡単に作れるため、その歴史は古代エジプトまで遡るといわれる。古代エジプトでは人々の健康と幸福を祈り、神への捧げ物として作られていた。
英語圏では古くから脂の火曜日（灰の水曜日の前日）にパンケーキを焼いて食べる習慣があるため、この日をパンケーキの火曜日と呼ぶ習慣がある（Shrove Tuesday参照）。フランスとカナダの旧フランス領では主の迎接祭（2月2日）にクレープを焼き、ロシアでは灰の水曜日の前のマースレニツァ（バター週間）にブリヌイ（薄いクレープやパンケーキに類似するロシア料理の1つ）を焼いて食べるなど、ヨーロッパでは早春の行事にパンケーキが関係していることが多い。
フィンランドではキリスト教の断食の前日により、パンケーキと豆のスープを木曜日に食べる習慣が一部にある。
アメリカ英語の慣用句「Selling like hotcakes（ホットケーキのように売れる）」は、「飛ぶように売れる」の意味である。
日本におけるホットケーキの歴史は日本のホットケーキのセクションを参照の事。

## 記念日
1902年（明治35年） 1月25日に北海道の旭川気象台において日本の観測史上最低気温（－41.0℃）を記録したことから、寒い時期にこそホットケーキで温まってほしいとの願いを込めて、ホットケーキミックスのメーカーである森永製菓が記念日を申請し、日本記念日協会によって1月25日が『ホットケーキの日』として制定された。
また『ホットケーキの日』とは異なるもので、主に英国、アイルランド、カナダ、オーストラリア、ニュージーランドなどの聖公会やそのほか一部プロテスタント、カトリックなどの国々で行われている『パンケーキ・デイ（英:  Pancake Day）』も存在する。イエス・キリストの復活を祝うイースター前の四旬節に行われる食の節制に先駆けて、卵、牛乳、砂糖などカロリーの高いもの、またすぐに傷んでしまうものをすべて食べてしまうというものから、パンケーキを作ったのが始まりと言われている。記念日というよりも宗教的な行事であるが、現在ではパンケーキを楽しむ日として定着している。

## 日本のホットケーキ
| 喫茶店のホットケーキ |  | スフレパンケーキ |
| 喫茶店のホットケーキ |  | スフレパンケーキ |

### 歴史
1884（明治17）年にウィルレム・チャンブルが編纂し文部省が翻訳した「百科全書　中巻」（丸善商社出版社）の食物製方の章に“薄餅”と書かれたパンケーキのレシピの記述があり、その20年後の1904（明治37）年に、ボーカス・ディキンソンの西洋料理専門書「常磐西洋料理」(常盤社)で、“パンケーク”というレシピの記述があることから、ホットケーキ（パンケーキ）がはじめて日本に伝わった時期は、明治時代とする説が有力である。
ホットケーキ（パンケーキ）は、デパートの食堂で取り扱われるようになって一般に知られるようになった。1923（大正12）年に、東京・日本橋の三越デパートの食堂でハットケーキという名前で登場し、バターとメープルシロップで食べるものとして提供されていた。そのため、ホットケーキ＝スイーツとして定着した。
ホットケーキ（パンケーキ）がさらに親しみやすいものとなったのは、誰でも手軽に作れる家庭用ホットケーキミックスが登場したためである。1931（昭和6）年に、最初のプレミックス（ホットケーキの素）「ホームラック（ホーム食品)」が発売され、1957（昭和32）年12月に森永製菓から加糖タイプの 「森永ホットケーキの素」が発売されている。甘味のあるホットケーキミックスは注目を集め、1962~64年にかけて合計で20 社近くのメーカーが、ホットケーキ市場に参入し 加糖タイプの商品を発売したことで、ホットケーキの一大ブームが訪れた。
ホテルのブレックファストメニュー、デパートのお好み食堂のデザート、そして喫茶店やパーラーのスイーツとして日本のパンケーキは「ホットケーキ」というスタイルで発展した。
平成に入ると、外食業界でパンケーキブームが起きた。2008（平成12）年に鎌倉の七里ガ浜にオープンした「bills」は、オーストラリア発のレストランであり、リコッタパンケーキが有名になった。さらに2010（平成14）年にはハワイから「Eggs’n Things」が上陸し、山盛りの生クリームのパンケーキがSNS映えすると人気を博した。
海外から上陸したパンケーキが人気となる一方、昔ながらの喫茶店で食べるホットケーキも、再び人気が高まっている。コロナ禍で「巣ごもり需要」が高まった2020年春以降は、ホットケーキミックスが品薄になるという現象も起きた。

### ホットケーキミックス
「プレミックス」（Prepared Mix＝調整粉）の一つである「ホットケーキミックス」は、小麦粉（主に薄力粉）をベースにして、糖類 （砂糖、ぶどう糖、粉末水あめ、麦芽糖）、ベーキングパウダー、でん粉、食塩、油脂、乳製品、香料などからできている。その種類は、小麦や卵などのアレルゲンを使用していないものや、米粉・大豆粉を原料とするグルテンフリーのものなど多種多様である。
また、ホットケーキミックスを使用したメニューは多彩である。手軽にホットケーキが作れるのはもちろんの事、基本食材として応用範囲は広く、レシピ検索サイトなどでホットケーキミックスを検索すると、掲載されているレシピは多く、その数は増え続けている。ホットケーキミックスは、日常に欠かせない万能食材になっている。

### 防災備蓄としてのホットケーキ
ホットケーキは、食材の限られる非常時にも、水とホットケーキミックスがあれば作ることができるため、日常生活で消費しながら防災備蓄としても備蓄出来るローリングストックに最適である。
ボウルや計量カップなどが不要で袋の中でホットケーキの生地を作り絞り出して使うことができる商品もあるので、災害時に水の確保が難しい時にもパッケージを捨てるだけで良く、後片付けが少なく済む。

### ホットケーキと文学
ホットケーキをこよなく愛した作家・池波正太郎は『むかしの味』（1981年1月）、『ル・パスタン』（1986年11月）など自身の著作にホットケーキを登場させていた。池波以外の作家の作品にも、三島由紀夫の全四巻からなる『豊饒（ほうじょう）の海』 第四巻の「天人五衰」 （1971年2月）や村上春樹の『風の歌を聴け』（1979年7月）にもホットケーキは登場する。

### どら焼きとホットケーキ
大正時代には現在と同様のホットケーキのようなどら焼きが誕生したとされる。第二次世界大戦後しばらくはどら焼きとホットケーキは混同されていたようであり、長谷川町子の漫画『サザエさん』にてサザエが「どら焼きを焼く」と言ってホットケーキを焼いていたシーンが描写されている。
どら焼きを製造する和菓子店の系列カフェでは、時間限定で焼き立てのどら焼きの皮をパンケーキとして提供しているところもある。

## 各国のホットケーキ

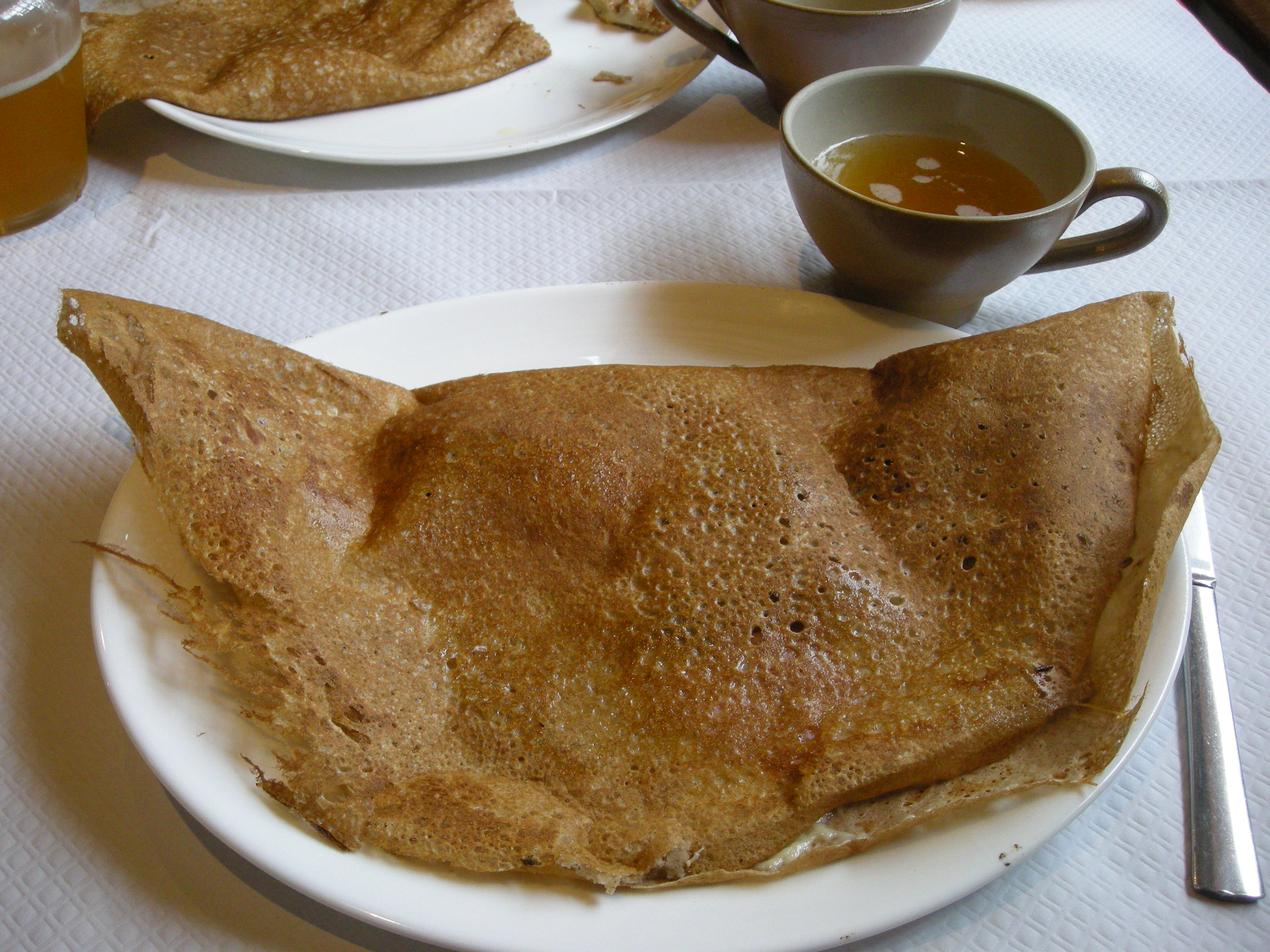
ガレット

ホットケーキ状の食品は世界中の様々な国で見られ、特に欧米に多い。地域によって材料や配合、作り方が異なることがあり、クレープやケーキ、プディングに近いもの、食事用の甘みが少ないものなどがある。特に独立した記事があるものを以下に挙げる。
- フランス - クレープ、ガレット
- ハンガリー、オーストリア - パラチンタ
- ドイツ - プリンゼン
- ロシア、ウクライナ - ブリヌイ、オラディ
- オランダ - ポッフェルチェ
- アシュケナジム - ブリンツ
- 韓国 - ホットク

### 北米
| ブルーベリーパンケーキ |  | ハムエッグとパンケーキ |
| ブルーベリーパンケーキ |  | ハムエッグとパンケーキ |

アメリカ合衆国とカナダのパンケーキは卵、小麦粉、牛乳もしくはバターミルクを原料とし、膨張剤としてベーキングパウダーと重曹を加える。砂糖を少量入れることもある。これらを混ぜ合わせて作った生地を熱した鉄板などの上に流しこみ、約1センチメートルの厚さにして焼く。膨張剤から発生した泡が生地の上面に上がってきたら、ひっくり返してもう片方の面も焼く。焼き上がったホットケーキの表面は明るい色をしており、メープルシロップ、バター、ピーナッツバター、果物などを添え、朝食として食べられることが多い。生地自体にブルーベリー、イチゴ、チーズ、ベーコン、バナナ、チョコレートチップを加え、甘みや香りをつけることもある。さらにナツメグやシナモンのような香辛料、バニラオイルのような香料を入れるものがある。カナダでは、フランス語の会話で単にクレープというとパンケーキを指す。
アメリカ国内では主にパンケーキ（pancake）と呼ばれるが、ホットケーキ（hotcake）、グリドルケーキ（griddle cake）、フラップジャック（flapjack）といった名称もある（グリドルとは料理用の鉄板の意味である）。「シルバーダラー・パンケーキ」（silver dollar：1ドル硬貨）といえば直径約7cmの小型のホットケーキのことである。
北米ではパンケーキを主力商品とするチェーンレストランにアイホップ（IHOP、インターナショナル・ハウス・オブ・パンケークス）があるほか、デニーズなども朝食メニューにパンケーキを置いている。
アメリカ・バーモント州を発祥とするバーモント・パンケーキは小麦粉と一緒にオートミールもしくは蕎麦粉を加え、ベーキングパウダーを多めに入れて焼く。焼き色が濃くなることとそば粉の香りが強く出ることが特徴で、食感も小麦粉だけのパンケーキとは異なる。
アメリカ合衆国にはまた、ホーケーキ（hoecake）やジョニーケーキというコーンミールのパンケーキがある。
メキシコではパンケーキはパンケーケ（スペイン語: panqueque）と呼ばれ、アメリカ合衆国のパンケーキと似ているが、材料に小麦粉ではなくトウモロコシの粉を用い、「パンケーキ」よりも「ホットケーキ」という呼び名の方が一般的である。レストランの朝食の定番メニューであり、路上の屋台やお祭りで一日中売られていることもある。パンケーケ一枚にコンデンスミルク、フルーツジャム、甘い山羊乳のカヘタといったさまざまなソースをかけて食べる。

### ヨーロッパ
| スロバキアのパラチンキ （Palacinky） |  | オーランド諸島（フィンランド）のオーランドパンカカ（Ålandspannkaka） |
| スロバキアのパラチンキ （Palacinky） |  | オーランド諸島（フィンランド）のオーランドパンカカ（Ålandspannkaka） |

イギリスのパンケーキは日本や北米と同じく材料に卵・小麦粉・牛乳を使うが、牛乳が多いために生地がより水っぽい。また、膨張剤を入れないので、フライパンなどで焼いても膨らまず、フランスのクレープに近い、薄いホットケーキになる。色は薄い茶色で、泡の跡が焦げ茶色に残る。砂糖をまぶしたりシロップをかけてデザートとして供するほか、他の食物を巻いて食事として食べることもある。同じ生地でヨークシャー・プディングが作られる。
ドイツのプファンクーヘン（ドイツ語: Pfannkuchen）は、イギリスのものと同様である。ジャム入りドーナツをプファンクーヘンと呼ぶ地域では、アイアークーヘン（Eierkuchen：卵ケーキ）と呼ばれる。このほか、クレープに似たパラチンケ（Palatschinke）やプリンゼン（Plinsen）もある。

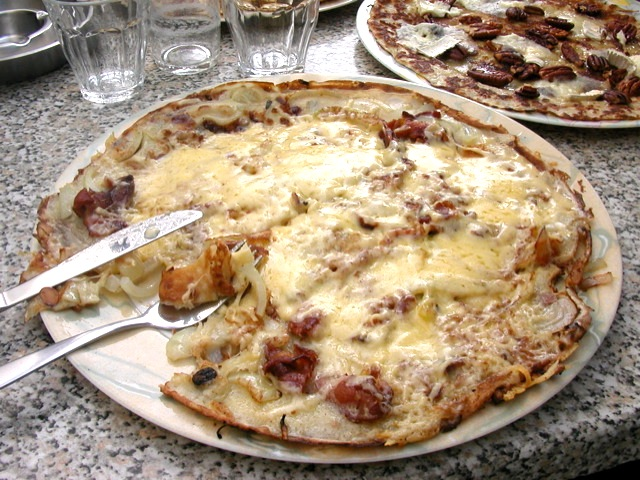
オランダのベーコンとゴーダチーズのパンネクック

オランダとフランドル地方のパンケーキはパンネクック（オランダ語: Pannenkoek）と呼ばれ、主に昼食や夕食に食べる。クレープよりもわずかに厚く、また直径30cm以上にもなる大きさが特徴である。生地は卵がベースで、リンゴ、チーズ、ハム、ベーコン、ショウガの砂糖漬けなどを入れて焼く。何も入れずに焼くこともあり、砂糖をまぶして食べる。パンネクック・レストランでは様々な種類のパンネクックを提供しており、家族向けの店として人気がある。他の地域のパンケーキと比べて変わっており、値段も手ごろなことからオランダ名物料理として国外からの観光客に人気がある。このほか、オランダには丸い小型のポッフェルチェがある。
ロシアのパンケーキはブリヌイと呼ばれ、伝統的に四旬節前のマースレニッツァ（バター週間）にスメタナやキャビアを載せて食べる。より薄いクレープ状のパンケーキはブリンチキと呼ばれる。小ぶりで厚みがあるパンケーキはオラディと呼ばれる。

### アジア

#### 香港

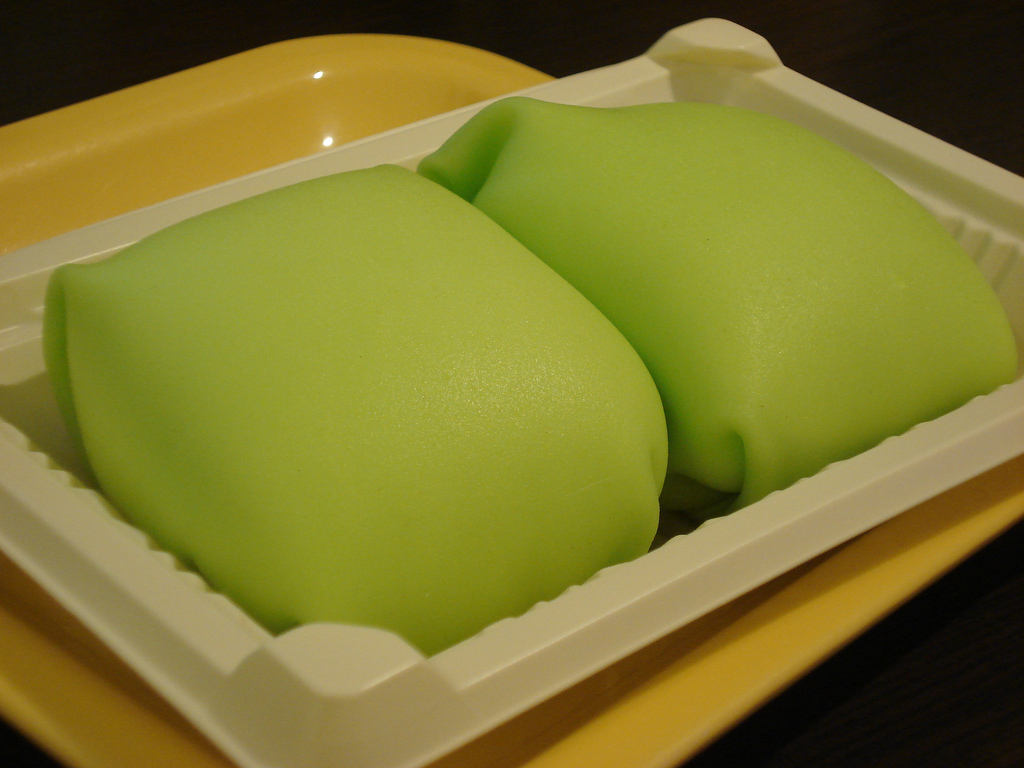
香港のドリアンパンケーキ

中国の香港はイギリスの植民地であったため、イギリス風の薄いパンケーキ（広東語で「班戟」）をホテルや茶餐廳などの飲食店で朝食などに供している。近年は、これとは別に極薄に焼いたパンケーキを使ったデザートが広く食べられている。
ハネムーンデザート（Honeymoon Dessert、滿記甜品）というチェーン店は、果肉と生クリームを包んだマンゴーパンケーキ（芒果班戟）、ドリアンパンケーキ（榴蓮班戟）を考案して人気を呼び、現在は海外展開もしている。
デザートプレーグランド（Dessert Playground、沛公甜品）という店は「千層班戟」という、クレープと生クリーム、フルーツソース、果肉などを10-15層重ねたミルクレープで人気がある。
マカオ、香港、広東省などで作られている「蛋卷」（ダンジュアン dànjuǎn、広東語 ダーンキュン daan2gyun2）は、甘めの薄いパンケーキに似た生地をじっくり焼いて水分を飛ばし、焼き上がり後に円筒状に巻いた菓子である。

#### 台湾
台湾では、ホットケーキを鬆餅（ソンビン）と呼ぶ。ホット・チョコレートとアイスクリームで付けて食べるのは普通のカフェ店の定番といわれる。

#### 韓国
| 韓国のホットク |  | ホットクの中身 |
| 韓国のホットク |  | ホットクの中身 |

韓国では伝統的な韓国風ホットケーキはホットクと呼ばれ、主に冬季、間食系の屋台などで売られている、安価で庶民的な菓子料理である。一言でいえば、中に甘い餡が入ったホットケーキのようである。また、アメリカ式のホットケーキは三つのホットケーキを重ねて、中身はイチゴ、生クリーム、蜂蜜を加えて、オレンジジュースと一つのセットという形に売れる。

#### 他のアジアの国
マレーシア、シンガポール、タイ王国などで見られるローティ・チャナイは、焼き上がりの形状がイギリスのパンケーキに似ているが、甘くなく、焼く前に空中で生地を回して伸ばすなど、製法が異なり、ナンやチャパティに近い食品である。